# San Mateo Etlatongo
San Mateo Etlatongo è un comune del Messico, situato nello stato di Oaxaca.